# Lamongerie
Lamongerie – miejscowość i gmina we Francji, w regionie Nowa Akwitania, w departamencie Corrèze.
Według danych na rok 1990 gminę zamieszkiwało 106 osób, a gęstość zaludnienia wynosiła 9 osób/km² (wśród 747 gmin Limousin Lamongerie plasuje się na 504. miejscu pod względem liczby ludności, natomiast pod względem powierzchni na miejscu 519.).